# Octavio Paz
Octavio Irineo Paz Lozano (Ciudad de México, 31 de marzo de 1914-Ciudad de México, 19 de abril de 1998) fue un poeta, ensayista y diplomático mexicano, conocido por ganar el Premio Nobel de Literatura en 1990 y el Premio Cervantes en 1981. Se le considera uno de los más influyentes autores del siglo XX y uno de los más grandes poetas de todos los tiempos.

## Biografía

### Primeros años
Octavio Paz nació el 31 de marzo de 1914, durante la dictadura militar de Victoriano Huerta y la Revolución mexicana. Apenas unos meses después, al unirse su padre, Octavio Paz Solórzano, al ejército zapatista junto con Antonio Díaz Soto y Gama, su madre, Josefina Lozano, lo llevó a vivir a la casa del abuelo paterno, Ireneo Paz, en Mixcoac, entonces un poblado cercano a la Ciudad de México. Ahí radicaron hasta que Octavio Paz Solórzano tuvo que asilarse en Los Ángeles con la representación de Emiliano Zapata ante los Estados Unidos, cargo que mantuvo hasta el año del asesinato de Zapata (1919).
En ese tiempo lo cuidaron su madre Josefina Lozano, su tía Amalia Paz Solórzano y su abuelo paterno, Ireneo Paz (1836-1924), un soldado retirado de las fuerzas de Porfirio Díaz, intelectual liberal y novelista. Su padre, Octavio Paz Solórzano (1883-1935), el menor de siete hermanos, trabajó como escribano y abogado para Emiliano Zapata; estuvo involucrado en la reforma agraria que siguió a la Revolución, fue diputado y colaboró activamente en el movimiento vasconcelista. Todas estas actividades provocaron que el padre se ausentara de casa durante largos periodos.

### Vida de estudiante
Su educación se inició en los Estados Unidos, en donde su padre Paz Solórzano, llegó en octubre de 1916 como representante de Zapata.
La estancia en los Estados Unidos, de casi dos años, significó para Octavio Paz el enfrentamiento con la imposibilidad de comunicarse; según recuerda Paz, en Los Ángeles sus padres lo llevaron a un colegio, «y como no hablaba ni una sola palabra de inglés me costó mucho trabajo comunicarme con mis compañeros. El primer día hubo burlas y, claro, una pelea. Regresé a casa con el traje desgarrado, un ojo semicerrado y la boca rota. A los dos años volví a México y sufrí lo mismo entre mis compatriotas: otra vez burlas y puñetazos».
En 1929 José Vasconcelos se lanza a la aventura de buscar la presidencia, apoyado por aspiraciones legítimas de un sector social identificado con la autonomía universitaria. Arrebatado por la huelga estudiantil, Octavio Paz, pese a no haber participado en el movimiento vasconcelista, comulgó con el ideal que lo guiaba, ya que se vio envuelto «en la gran fe vasconcelista, en ese fervor que posteriormente produjo muchas cosas y, entre ellas, una organización de estudiantes pro obrero y campesino de la que a su vez surgieron muchas personas que con los años se convirtieron al marxismo o al sinarquismo».
Octavio Paz se adhirió al anarquismo sostenido por José Bosch, un joven catalán a quien conocería entonces y que lo introduciría al «pensamiento libertario». Momento también de elecciones, Paz se enfrentaría a la que sería la disyuntiva de su generación: política o violencia, «de ahí la predisposición de algunos a las soluciones extremas: las tendencias al fascismo o al marxismo. Yo me identifiqué con la gente de izquierda».
Asumiendo esta elección, y siendo consecuente con ella, es como a los quince años Octavio Paz se convierte en activista de la fugaz Unión de Estudiantes Pro Obreros y Campesinos, y se inicia en la lectura de Kropotkin, Eliseo Réclus, José Ferrer y Proudhon, antecedentes con los que ingresa a la Escuela Nacional Preparatoria de San Ildefonso, donde habría de encontrar a un viejo conocido de su padre, Antonio Díaz Soto y Gamaliel Santana Banda quien, como profesor y amigo, le haría compartir la idea de que el movimiento zapatista encarnaba el verdadero espíritu de la Revolución.

### Primeras experiencias literarias
Deslumbrado por la lectura de The Waste Land de T. S. Eliot, traducido por Enrique Munguía como El páramo, y publicado en la revista Contemporáneos en 1930. Por eso, aunque mantuviese en sus actividades un prioritario interés en la poesía, atendía desde la prosa un panorama inevitable: "Literalmente, esta práctica dual fue para mí un juego de reflejos entre poesía y prosa".
Preocupado por confirmarse la existencia de vínculos entre la moral y la poesía, escribió en 1931, a los dieciséis años, el que sería su primer artículo publicado, «Ética del artista», donde, antes de plantearse la pregunta sobre el deber del artista entre lo que denomina arte de tesis o arte puro, descalifica al segundo en razón de la enseñanza de la tradición. Asimilando un lenguaje que recuerda al estilo religioso y, paradójicamente, marxista, encuentra el verdadero valor del arte en su intención, en su sentido, por lo que, los seguidores del arte puro, al carecer de él, se encuentran en una posición aislada y favorecen la idea kantiana del «hombre que pierde toda relación con el mundo».
La revista Barandal apareció en agosto de 1931, dirigida por Rafael López Malo, Salvador Toscano, Arnulfo Martínez Lavalle y Octavio Paz, jóvenes antecedidos, excepto por Salvador Toscano, por cierta celebridad literaria debida a sus padres. Rafael López participó en la revista "Moderna" y, al igual que Miguel D. Martínez Rendón, en el movimiento de los agoristas, aunque era más comentado y conocido por los estudiantes preparatorianos, sobre todo por su poema "La bestia de oro". A Octavio Paz Solórzano se le conocía en este círculo como el autor ocasional de narraciones literarias aparecidas en el suplemento dominical del periódico El Universal, además de que Ireneo Paz era el nombre que le daba ya identidad a una calle de Mixcoac.
En medio de encuentros, verdaderas confrontaciones, entre representantes de la generación del Ateneo, especialmente quienes se agruparon en el Ateneo de la Juventud Mexicana, después denominado Ateneo de México, y de los Siete Sabios, sobre las ruinas de un positivismo sobreviviente en crónicas periodísticas, donde se debatían las posibilidades del materialismo histórico, el realismo socialista crecía como la única doctrina viable, a la que debían apegarse todos, o casi todos, los que simpatizaran con las promesas del comunismo. Octavio Paz, cercano a estas ideas, fundó, después de la desaparición de la revista Barandal, y ya estando inscrito en la Escuela de Derecho de la Universidad Nacional Autónoma de México (UNAM), unos Cuadernos del Valle de México que solo lograrían aparecer por dos números, pero que sirvió para, además de publicar algunos poemas, constatar que el grupo original no tendría la solidez para la continuación de una empresa en común.
En 1933, Octavio Paz publicó el poemario Luna Silvestre, editado por Miguel N. Lira, que revelaba ya cierta asimilación de temas románticos; como expresa Carlos H. Magis, «los poemas de Luna Silvestre tocan aspectos del espíritu romántico vigentes aún en la poesía moderna: el desprendimiento de la realidad puramente sensible, el misterio de la poesía, la verdad del sueño».
Los siete poemas de Luna silvestre no tendrían cabida en la revisión que Paz hiciera posteriormente de su obra, pero revelan a pesar de ello un rigor en la palabra mecida en la sensualidad de sí misma, seducida por la presencia inasible de la mujer, de la naturaleza. El deseo y la pasión andan por los poemas como desprendidos del silencio y de la memoria, se recrean y se recuerdan, se fijan y se desvanecen en el pronunciamiento.
En este momento, prendido a una escritura de tipo intimista, Paz tendrá oportunidad de mostrar sus poemas a Rafael Alberti, quien le señalará una contradicción entre su ideal revolucionario de la poesía y de la política. Llegado a México en 1934, Rafael Alberti representaba la encarnación del poeta de los nuevos tiempos, el advenimiento de un lenguaje socialista congruente con la poesía: su presencia fue un acontecimiento que fascinó sobre todo a los más jóvenes, teniendo en ellos a sus mejores lectores. «Abanderado con el poema La toma del poder de Louis Aragón», según recuerda Efraín Huerta, Alberti venía como afiliado del Partido Comunista Español para dictar una serie de conferencias, después de las cuales se reunía con los jóvenes poetas, entre ellos Octavio Paz, quien recuerda que «Una noche, todos los que lo rodeábamos le leímos nuestros poemas... Todos éramos de izquierda pero ya desde entonces sentía cierta desconfianza ante la poesía política y la literatura que después se llamó 'comprometida'. En aquella época, en 1934, Alberti escribía una poesía política –es la época de Consignas–, aquel librito en el que había afirmado que la poesía debía estar al servicio del partido comunista, una posición muy semejante a la de Louis Aragón en Francia. Y cuando yo le enseñé mis poemas a Alberti, él me dijo: 'Bueno, esto no es poesía social' (al contrario, era una poesía intimista –una palabra horrible ésta, intimista, pero eso era: intimista–), 'no es una poesía revolucionaria en el sentido político', dijo Alberti, 'pero Octavio es el único poeta revolucionario entre todos ustedes, porque es el único en el cual hay una tentativa por transformar el lenguaje'».
La confrontación con la fatalidad provoca rebeldías: Octavio Paz, recogido en sí mismo, se enfrenta a sí mismo. La calidad de sus expresiones románticas empieza a cobrar verdadero sentido y empieza a realizar una lectura más atenta de San Juan de la Cruz, de Novalis, de Rilke y de D. H. Lawrence, en quienes encuentra el mismo interés por tender puentes entre la vida y la poesía, entre la realidad y el mito: develamiento de aquel punto de intersección que llamará «comunión». La redacción del diario íntimo que comenzará a expresar, solo conocerá la publicación hasta cuatro años después, en 1938, bajo el título de Vigilias: diario de un soñador, en la revista Taller, cuando hayan sucedido dos hechos trascendentales en su vida, su estancia en Yucatán y la guerra civil española.
A fines de 1936, Octavio Paz escribiría la primera versión del libro de poemas Raíz del Hombre, que fue publicada en enero del siguiente año. El libro fue saludado por dos reseñas: una crítica y aguda, de Jorge Cuesta, la otra, despiadada e intranquila, de Bernardo Ortiz de Montellano; ambas, publicadas en el número dos de la revista Letras de México, reflejan la visión de un grupo forjado en los ataques y la incomprensión.

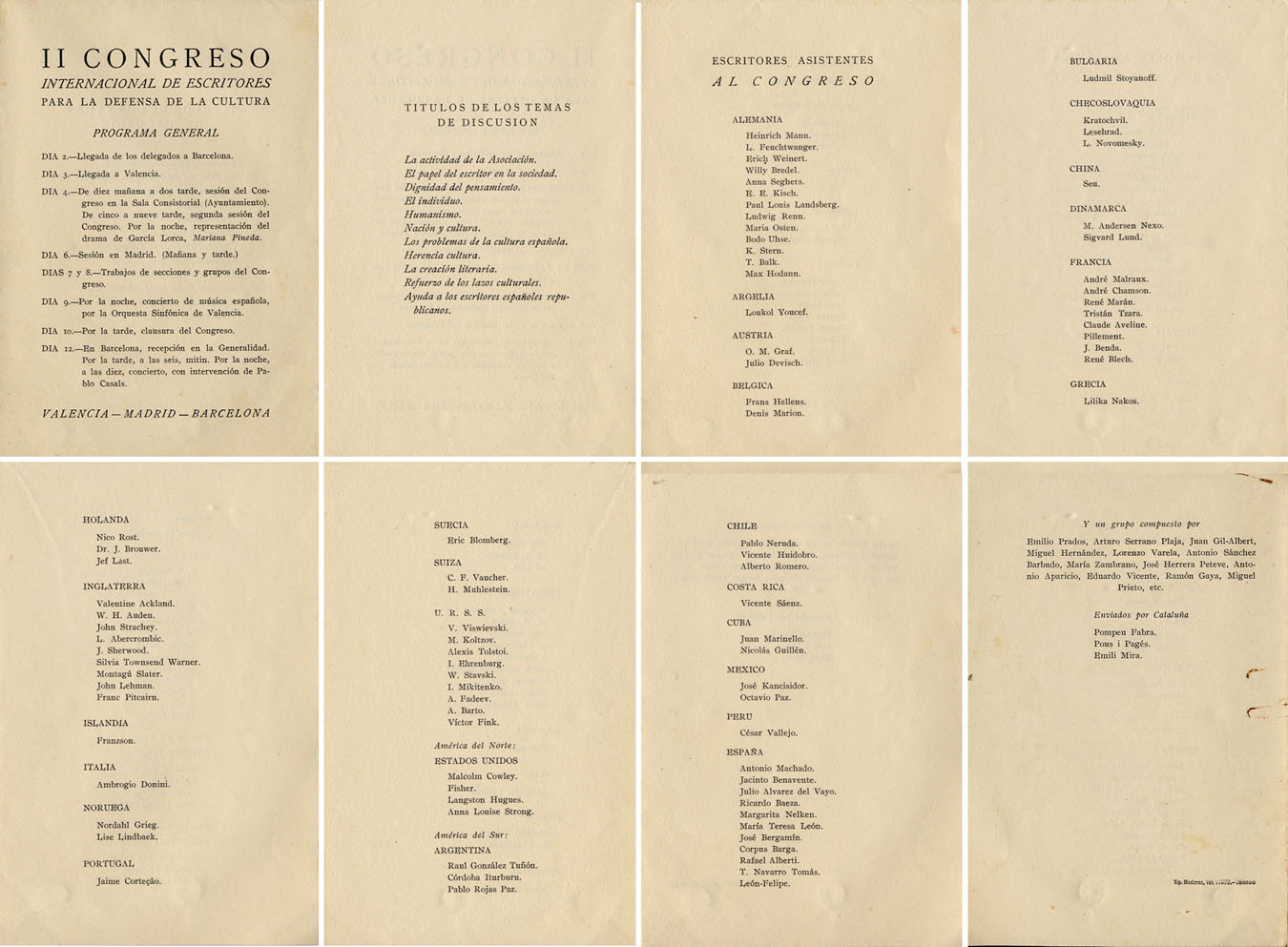
II Congreso internacional de escritores para la defensa de la cultura.

Jorge Cuesta, conocido de Paz desde 1935, le destaca una voluntad para dejarse consumir por su objeto, le reconoce en posesión de un destino y le advierte una filiación con las voces de Ramón López Velarde, Carlos Pellicer, Xavier Villaurrutia y Pablo Neruda. Raíz del Hombre, en gran medida, despejará el silencio que entornara a Luna silvestre y a ¡No pasarán!; en su relación con los Contemporáneos modificará la visión que había provocado su último poema –considerado por Bernardo Ortiz de Montellano como un texto que no era poesía; será también el poemario que lo dará a conocer frente a Pablo Neruda y que le permitirá en 1937 ser invitado al II Congreso Internacional de Escritores para la Defensa de la Cultura, celebrado en España por haber escrito el poema ¡No pasarán!–.
Aunque Paz conocía a algunos de los Contemporáneos desde su época de Barandal, el libro y su recepción le valieron conocerlos a todos ellos juntos. Frente a Xavier Villaurrutia y Jorge Cuesta, Ortiz de Montellano, José y Celestino Gorostiza, Samuel Ramos, Octavio G. Barreda (director de Letras de México), Jaime Torres Bodet, Enrique González Rojo y el abate Mendoza, Paz fue, nuevamente cuestionado: «Me interrogaron largamente sobre la contradicción que les parecía advertir entre mis opiniones políticas y mis gustos poéticos».
Plegándose, entonces, sobre su propia angustia, Octavio Paz entendió que solo con la renuncia podría obtener. Renunciar a los estudios de Derecho, renunciar a la familia, renunciar a la ciudad: acción de desprendimiento que intentaba, o que era símil, de la instauración de una congruencia entre la política y la poética, congruencia vista, pero no sentida. Parte en 1937 hacia Mérida, Yucatán, por un periodo de cuatro meses en los que, junto con Octavio Novaro y Ricardo Cortés Tamayo, participa en la fundación de una escuela secundaria para hijos de trabajadores, en los que escribe para El Diario del Sureste -mismo periódico en el que un año antes colaborara Efraín Huerta-, en los que ayuda a organizar un Comité Pro-Democracia Española, en los que escribe el poema «Entre la piedra y la flor».
Hora de palpar la realidad, Octavio Paz se encuentra con una tierra entrañable y extraña, acogedor espacio que se ata por la memoria y se desvanece en el filo del descubrimiento; otra vida, otra presencia late y se respira en medio del calor: la de lo indígena, imagen que en la luz se erige como un signo para ser descifrado o comprendido, que exige una acción, como dice Octavio Paz: «De este encuentro parte, en realidad, todo intento de comprensión, todo esfuerzo por acercarse a lo que verdaderamente mueve a la Península. Aquí lo indígena no significa el caso de una cultura capaz de subvivir, precaria y angustiosamente, frente a lo occidental, sino el de los rasgos perdurables y extraordinariamente vitales de una raza que tiñe e invade con su espíritu la superficial fisonomía blanca de una sociedad».
En junio de 1937, las actividades de Octavio Paz en Yucatán se vieron de pronto interrumpidas por una «carta de invitación al Congreso. La carta, me parece, la firmaban Pablo Neruda y Rafael Alberti». Se trataba del II Congreso Internacional de Escritores para la Defensa de la Cultura que había de celebrarse del 4 al 17 de julio de 1937 en Madrid, Barcelona y Valencia, ciudad esta última donde se encontraba la sede del gobierno republicano presidido por Juan Negrín.
Al evento, mecido entre una tímida distancia crítica y una coronación del dogmatismo, asistiría más de un centenar de escritores, entre los que se encontraban André Malraux, Tristan Tzara y Julien Benda, de Francia; M. Koltszov y A. Tolstoi, de Rusia; W. H. Auden y Stephen Spender, de Inglaterra; Malcom Cowley, John Dos Passos y Ernest Hemingway, de Estados Unidos; Alejo Carpentier, Nicolás Guillén y Juan Marinello, de Cuba; César Vallejo, de Perú; González Tuñón, de Argentina; Vicente Huidobro y Pablo Neruda, de Chile; José Bergamín, Antonio Machado y Rafael Alberti, de España; y de parte de México la delegación de la Liga de Escritores y Artistas Revolucionarios, (LEAR): José Chávez Morado y Fernando Gamboa –quienes montarían la exposición Cien años de Grabados Políticos Mexicanos–, José Mancisidor, Juan de la Cabada, Silvestre Revueltas –quien a su regreso a México realizaría el Homenaje a García Lorca– y la pedagoga Ma. Luisa Vera. Invitado por Neruda y Alberti, asistiría también Carlos Pellicer, conocido por su catolicismo y franco antifascismo; él, al igual que Paz, eran los únicos mexicanos que no pertenecían a la LEAR aunque, a diferencia de este, no era mirado con tanta suspicacia y menos con la desaprobación de algunos grupos por su reticencia frente a la doctrina del realismo socialista; Paz viajaba así con la velada acusación de ser trotskista, sin serlo. Paz se había casado recientemente con Elena Garro con la también viajó al congreso.
El viaje de Octavio Paz a España estaba antecedido por una admiración a los poetas de la generación del 27, conocidos en México sobre todo por la Antología poética en honor a Góngora que dirigiera Gerardo Diego con motivo de la celebración y recuperación del poeta barroco a trescientos años de su muerte, y en la que la propuesta de Diego era la de crear objetos verbales que en su ensalmo rebasaran al verso. En esta antología se daban a conocer poesías de García Lorca, Pedro Salinas, Jorge Guillén y Manuel Altolaguirre. Con esta procedencia, Octavio Paz iba al encuentro de una generación debatida en la búsqueda de una alternativa para la poesía que se enfrentaba a una realidad insumisa a la proclama de un hombre nuevo.
Junto con Carlos Pellicer, Octavio Paz llegó a París el 1 de julio de 1937. Ahí conoció a Neruda y a Vallejo, al «mito nacido del océano» y al «vagabundo de la ciudad», como les llamó. De París fueron a Barcelona y de ahí a Valencia, donde sería la inauguración.
Su padre se retiró de la política en 1928, y murió el 10 de marzo de 1935, en la colonia Santa Marta Acatitla, al ser arrollado por un tren, en un accidente ocasionado por su embriaguez. Después de la muerte de su padre, se trasladó a España para combatir en el bando republicano en la guerra civil, y participó en la Alianza de Intelectuales Antifascistas. Al regresar a México fue uno de los fundadores de Taller (1938) y El Hijo Pródigo.
En 1937 viajó a Yucatán como miembro de las misiones educativas del general Lázaro Cárdenas en una escuela para hijos de obreros y campesinos de Mérida. Ahí comenzó a escribir Entre la piedra y la flor (1941, revisado en 1976), poema sobre la dramática explotación del campo y el campesino yucateco. Estuvo casado con la dramaturga, escritora y poeta Elena Garro a quien conoció en la UNAM (1937-1959), con quien tuvo una hija, Laura Helena Paz Garro, divorciándose en 1950. En 1959 se unió a Bona Tibertelli de Pisis, con quien convivió hasta 1965, mientras era embajador de México en la India. Al año siguiente contrajo matrimonio con la francesa Marie José Tramini, su compañera hasta el final.
En 1937, Paz fue invitado a España durante la guerra civil como miembro de la delegación mexicana al Congreso Antifascista, donde mostró su solidaridad con los republicanos, y donde conoció y trató a los poetas de la revista Hora de España, cuya ideología política y literaria influyó en su obra juvenil. Sin embargo, como confesó años después en la serie televisiva Conversaciones con Octavio Paz, ese sentimiento de solidaridad con la causa republicana se vio afectado por la represión contra los militantes del Partido Obrero de Unificación Marxista de Cataluña entre quienes tenía camaradas. Este prolongado proceso de desilusión lo llevaría a denunciar los campos de concentración soviéticos y los crímenes de Stalin en marzo de 1951.
A su regreso de España, participó en 1938 como cofundador en la revista literaria Taller, en la que escribió hasta 1941.
En 1943 recibió la Beca Guggenheim e inició sus estudios en la Universidad de California, Berkeley en los Estados Unidos. Dos años después comenzó a servir como diplomático mexicano, y fue destinado a Francia donde permaneció hasta 1951 y donde conoció a los surrealistas, que le influyeron, y colaboró en la revista Esprit. Durante esa estancia, en 1950, publicó El laberinto de la soledad, un innovador ensayo antropológico sobre los pensamientos y la identidad mexicanos.
De enero a marzo de 1952 trabaja en la embajada mexicana en la India y después, hasta enero de 1953, en Japón. Regresa a la Ciudad de México a dirigir la oficina de Organismos Internacionales de la Secretaría de Relaciones Exteriores.
En 1954, Paz tuvo «una participación muy estrecha en la fundación de la Revista Mexicana de Literatura, influenciada «políticamente con la idea de la llamada 'tercera vía', que significaba ni con la izquierda, ni con la derecha. Esta idea venía de París, con León Blum». El primer número fue el de septiembre-octubre de 1955, y contó con el apoyo de Paz hasta que 4 años más tarde este regresó a Europa.
En 1955 contribuyó en la Revista Mexicana de Literatura y en El Corno Emplumado. En 1956, participó en Poesía en voz alta.
En 1959 regresó a París y tres años más tarde fue designado embajador en la India. En 1964 conocería a la francesa Marie-José Tramini, que se convertiría en su última esposa.
En 1968, estaba en Nueva Delhi cuando tuvo lugar la masacre de Tlatelolco como parte del Movimiento de 1968 en México el 2 de octubre. En señal de protesta contra estos lamentables sucesos, que empañaron la celebración de los Juegos Olímpicos, renunció a su cargo de embajador, dejando patentes sus diferencias con el gobierno de Gustavo Díaz Ordaz. Fue el único que se atrevió a hacerlo. Trabajará los próximos años enseñando en diversas universidades estadounidenses, como las de Texas, Austin, Pittsburgh, Pensilvania, Harvard.
Tres años más tarde, en octubre de 1971, ya bajo la presidencia de Luis Echeverría, «un poco con esa idea de redescubrir los valores liberales y democráticos
en la sociedad mexicana», fundaría la revista Plural, «elegante fusión de literatura y política», y que dirigiría hasta su desaparición en 1976 el mismo Paz. A diferencia de otros escritores e intelectuales mexicanos, Paz no tardó en retirarle su apoyo al presidente Echeverría, una vez que este demostró su escasa voluntad de aclarar las matanzas de Tlatelolco, en 1968, y en San Cosme, el llamado Jueves de Corpus, en 1971, en donde hubo una represión brutal contra una protesta estudiantil.
Tanto en esa revista como en Vuelta —fundada ese mismo año de 1976 y donde «la influencia del liberalismo sería fundamental», reflejando la «reconciliación» del escritor con esta corriente de pensamiento— Paz denunció las violaciones a los derechos humanos de los regímenes comunistas. Esto le trajo mucha animosidad de parte de la izquierda latinoamericana y algunos estudiantes universitarios. En el prólogo del tomo IX de sus obras completas, publicado en 1993, Paz declaró:
En México, antes había sido visto con sospecha y recelo; desde entonces, la desconfianza empezó a transformarse en enemistad más y más abierta e intensa. Pero en aquellos días [década de los 1950] yo no me imaginaba que los vituperios iban a acompañarme años y años, hasta ahora. (Página 44).

### Muerte
El 19 de abril de 1998 Octavio Paz a sus 84 años de edad, murió en la Casa de Alvarado, ubicada en la calle Francisco Sosa del barrio de Santa Catarina, Coyoacán, Ciudad de México.
Sus restos fueron velados hasta el mediodía por familiares y amigos cercanos en la sede de la Fundación Octavio Paz. Posteriormente, fueron trasladados al Palacio de Bellas Artes, donde el cortejo fúnebre fue recibido con aplausos por miles de personas congregadas en las inmediaciones del recinto. El presidente de México, Ernesto Zedillo, encabezó el homenaje oficial.
El escritor había sido trasladado por la presidencia de la República en enero de 1997, ya enfermo, luego de que un incendio destruyó su departamento (en Río Guadalquivir 109, esquina con paseo de la Reforma, a una cuadra del Ángel de la Independencia) y parte de su biblioteca, el domingo 22 de diciembre de 1996. Durante un tiempo, la Casa Alvarado fue sede de la Fundación Octavio Paz y ahora lo es de la Fonoteca Nacional.
Sus cenizas, junto con las de su pareja de vida, la pintora francesa Marie-José Tramini, yacen en un memorial en el Colegio de San Ildefonso.

## Estilo literario
Experimentación e inconformismo pueden ser dos de las palabras que mejor definen su labor poética. Con todo, Paz es un poeta difícil de encasillar. Ninguna de las etiquetas adjudicadas por los críticos encaja con su poesía: poeta neomodernista en sus comienzos; más tarde, poeta existencial; y, en ocasiones, poeta con tintes de surrealismo. Ninguna etiqueta le cuadra y ninguna le sobra, aunque el mismo Paz reconoció que en su formación «fundamentales fueron los surrealistas, con quienes hice amistad en el año 46 o 47, que en esa época estaban más cerca de los libertarios».
En realidad, se trata de un poeta que no echó raíces en ningún movimiento porque siempre estuvo alerta ante los cambios que se iban produciendo en el campo de la poesía y siempre estuvo experimentando, de modo que su poesía, como toda poesía profunda, acabó por convertirse en una manifestación muy personal y original. Además, se trata de un poeta de gran lirismo cuyos versos contienen imágenes de gran belleza. Después de la preocupación social, presente en sus primeros libros, comenzó a tratar temas de raíz existencial, como la soledad y la incomunicación. Una de las obsesiones más frecuentes en sus poemas es el deseo de huir del tiempo, lo que lo llevó a la creación de una poesía espacial cuyos poemas fueron bautizados por el propio autor con el nombre de topoemas (de topos + poema). Esto es lo que significa poesía espacial: poesía opuesta a la típica poesía temporal y discursiva. Se trata de una poesía intelectual y minoritaria, casi metafísica, en la que además de signos lingüísticos se incluyen signos visuales. En los topoemas, igual que ocurría en la poesía de los movimientos de vanguardia, se le da importancia al poder sugerente y expresivo de las imágenes plásticas. No cabe duda de que en la última poesía de Paz hay bastante esoterismo, pero, al margen de ello, toda su poesía anterior destaca por su lirismo y por el sentido de transubstanciación que el autor da a las palabras.

## Obras

### Poesía
- 1933 - Luna silvestre
- 1936 - ¡No pasarán!
- 1937 - Raíz del hombre
- 1937 - Bajo tu clara sombra y otros poemas sobre España
- 1941 - Entre la piedra y la flor
- 1942 - A la orilla del mundo y Primer día, Bajo tu clara sombra, Raíz del hombre, Noche de resurrecciones
- 1949 - Libertad bajo palabra
- 1951 - ¿Águila o sol? (en prosa)
- 1954 - Semillas para un himno
- 1956 - La hija de Rappaccini (poema dramático)
- 1957 - Piedra de sol
- 1958 - La estación violenta
- 1960 - Libertad bajo palabra. Obra poética (1935-1957)
- 1962 - Salamandra (1958-1961)
- 1965 - Viento entero
- 1967 - Blanco, escrito en tres columnas; permite diferentes lecturas
- 1968 - Discos visuales, con Vicente Rojo
- 1969 - Ladera este (1962-1968)
- 1971 - Topoemas
- 1972 - Renga, con Jacques Roubaud, Edoardo Sanguineti y Charles Tomlinson
- 1974 - El mono gramático (en prosa)
- 1975 - Pasado en claro
- 1976 - Vuelta (hay una primera edición artesanal de 1971)
- 1979 - Air Born/Hijos del aire, con Charles Tomlinson
- 1979 - Poemas (1935-1975)
- 1987 - Árbol adentro
- 1990 - Obra poética (1935-1988)
- 1990 - Figuras y figuraciones, con Marie José Paz

### Ensayo
- 1950 - El laberinto de la soledad (edición revisada y aumentada: 1959)
- 1956 - El arco y la lira (edición revisada y aumentada: 1967)
- 1957 - Las peras del olmo
- 1965 - Cuadrivio
- 1965 - Los signos en rotación
- 1966 - Puertas al campo
- 1967 - Corriente alterna
- 1967 - Claude Levi-Strauss o El nuevo festín de Esopo
- 1968 - Marcel Duchamp o El castillo de la pureza (edición aumentada: Apariencia desnuda, 1973)
- 1969 - Conjunciones y disyunciones
- 1970 - Posdata, continuación de El laberinto de la soledad.
- 1973 - El signo y el garabato
- 1974 - Los hijos del limo. Del romanticismo a la vanguardia
- 1974 - La búsqueda del comienzo. Escritos sobre el surrealismo
- 1978 - Xavier Villaurrutia en persona y obra
- 1979 - El ogro filantrópico
- 1979 - In/Mediaciones
- 1982 - Sor Juana Inés de la Cruz o las trampas de la fe
- 1983 - Tiempo nublado
- 1983 - Sombras de obras
- 1984 - Hombres en su siglo y otros ensayos
- 1988 - Primeras letras (1931-1943) (antología de sus prosas de juventud)
- 1990 - Pequeña crónica de grandes días
- 1990 - La otra voz. Poesía y fin de siglo
- 1991 - Convergencias
- 1992 - Al paso
- 1993 - La llama doble
- 1993 - Itinerario
- 1994 - Un más allá erótico: Sade
- 1995 - Vislumbres de la India
- 1996 - Estrella de tres puntas. André Bretón y el surrealismo
- 2000 - Luis Buñuel. El doble arco de la belleza y de la rebeldía

### Entrevista
- 1973 - Solo a dos voces, con Julián Ríos
- 1985 - Pasión crítica, conversaciones con diversos interlocutores

### Prólogo
- 2002 - Por las sendas de la memoria. Prólogos a una obra (proemios a los volúmenes de las obras completas de Paz, publicadas por Galaxia Gutenberg y el Fondo de Cultura Económica)

### Traducción
- 1974 - Versiones y diversiones

### Antología

#### Con otros autores
- 1966 - Poesía en movimiento (con Homero Aridjis, Alí Chumacero y José Emilio Pacheco)

#### De su obra
- 1989 - Lo mejor de Octavio Paz. El fuego de cada día
- 2001 - Sueño en libertad. Escritos políticos
- 2009 - Un sol más vivo. Antología poética
- 2014 - Palabras en espiral (edición de Danubio Torres Fierro)

### Correspondencia
- 1998 - Correspondencia Alfonso Reyes/Octavio Paz (1939-1959)
- 1999 - Memorias y palabras: cartas a Pere Gimferrer (1966-1997)
- 2006 - Cartas cruzadas. Octavio Paz y Arnaldo Orfila (1965-1970)
- 2008 - Cartas a Tomás Segovia (1957-1985)
- 2008 - Jardines errantes. Cartas a J. C. Lambert (1952-1992)
- 2014 - Al calor de la amistad. Correspondencia con José Luis Martínez (1950-1984)
- 2017 - El tráfago del mundo. Cartas a Jaime García Terrés (1952-1986)
- 2021 - Odi et amo. Las cartas a Helena
- 2021 - Esta carta está en tus labios [1935]. Cartas de amor de Octavio Paz a Elena Garro

### Edición definitiva de sus obras completas
Publicada en España, entre 1999 y 2005, por Galaxia Gutenberg/Círculo de lectores; y en México, en 2014, por el Fondo de Cultura Económica. Edición preparada por el autor.
- I. La casa de la presencia. Poesía e historia
- II. Excursiones e incursiones. Dominio extranjero. Fundación y disidencia. Dominio hispánico
- III. Generaciones y semblanzas. Dominio mexicano. Sor Juana Inés de la Cruz o Las trampas de la fe
- IV. Los privilegios de la vista. Arte moderno universal. Arte de México
- V. El peregrino en su patria. Historia y política de México
- VI. Ideas y costumbres. La letra y el cetro. Usos y símbolos
- VII. Obra poética
- VIII. Miscelánea. Primeros escritos y entrevistas

## Premios y distinciones
- Becario de la Fundación Guggenheim 1944[37]
- Premio Xavier Villaurrutia 1957 por El arco y la lira[38]
- Premio Internacional de Poesía, Bruselas, Bélgica. 1963[37]
- Miembro de El Colegio Nacional a partir del 1 de agosto de 1967[39]
- Premio del Festival de Poesía Flandes (compartido con Jorge Guillén, Saint-John Perse, Leopoldo Sega y Giullia Yllyes) 1972[37]
- Doctorado honoris causa por la Universidad de Boston 1973[37]
- Premio Nacional de Ciencias y Artes en Lingüística y Literatura 1977[40]
- Premio Jerusalén 1977[37]
- Premio de la Crítica Española, Barcelona. 1977[37]
- Premio Nacional de Letras, México 1977.[37]
- Premio de la Crítica de Editores, España 1977.[37]
- Doctorado honoris causa por la Universidad Nacional Autónoma de México 1978[41]
- Premio Gran Águila de Oro del Festival Internacional del Libro, Niza 1979[37]
- Premio Ollin Yoliztli 1980[37]
- Doctorado honoris causa por la Universidad de Harvard 1980[42]
- Premio Cervantes 1981[37]
- Premio Internacional Neustadt de Literatura 1982[37]
- Premio de la Paz del Comercio Librero Alemán 1984[37]
- Doctorado honoris causa por la Universidad de Nueva York 1985[37]
- Premio Internacional Alfonso Reyes 1985[37]
- Premio Oslo de Poesía, Noruega 1985[37]
- Premio Mazatlán de Literatura 1985 por Hombres en su siglo [43]
- Premio Internacional Menéndez Pelayo 1987[37]
- Medalla Picasso, otorgada por la UNESCO, París, Francia 1987[37]
- Premio Britania, de la Enciclopedia Británica, Nueva York 1988[37]
- Premio Alexis de Tocqueville, otorgado por la Academia Francesa 1989[37]
- Doctorado honoris causa por la Universidad de Murcia 1989[37]
- Premio Nobel de Literatura 1990[44]
- Gran Oficial de la Orden al Mérito de la República Italiana 1991[45]
- Doctorado honoris causa por la Universidad de Texas 1992[37]
- Gran Cruz al Mérito 1993, Berlín[37]
- Premio Príncipe de Asturias de Comunicación y Humanidades 1993 a su revista Vuelta[37]
- Gran Cruz de la Legión de Honor de Francia 1994[37]
- Medalla Gabriela Mistral, Santiago de Chile 1994[43]
- Premio de Periodismo Mariano de Cavia, Madrid, España 1995[43]
- Premio Blanquerna, Barcelona, España 1996[43]
- Doctorado honoris causa por la Universidad de Roma 1997[37]
- Miembro honorario de la Academia Mexicana de la Lengua a partir del 26 de agosto de 1997[46]
- Premio Nacional de Periodismo de México 1998 en reconocimiento a su trayectoria[47]
- Medalla al Mérito Ciudadano de la Asamblea Legislativa del Distrito Federal (póstumo) 1998[43]
- Gran Cruz de Isabel la Católica 1998 (póstumo).[43]
- Honorary “Nosotros” Golden Eagle Award 1998 (póstumo), Los Ángeles.[43]
- Mexican Cultural Institute Award 1999 (póstumo), Washington.[43]

| Predecesor: Camilo José Cela   | Premio Nobel de Literatura 1990 | Sucesora: Nadine Gordimer |
| Predecesor: Juan Carlos Onetti | Premio Miguel de Cervantes 1981 | Sucesor: Luis Rosales     |